# Château Latour

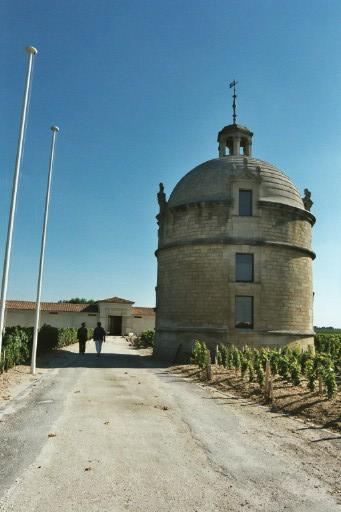
Tornet på Château Latour.

Château Latour är en vinproducent från kommunen Pauillac, Médoc i Bordeaux, Frankrike. Gården erhöll den förnämsta utmärkelsen 1er cru classé i 1855 års franska vinklassificering och har sedan dess varit ett av världens mest eftertraktade viner. Gården har fått sitt namn efter ett försvarstorn som byggdes år 1331. Tornet som idag används som symbol för vingården byggdes om till ett duvslag på 1620-talet.
Vingårdens plantering utgörs av 78 hektar vinodlingar fördelade på 80 % Cabernet sauvignon, 18 % Merlot, 1 % Cabernet Franc och 1 % Petit verdot. Genomsnittlig ålder på vinstockarna är 30 år.
Tre olika viner produceras på gården:
- Château Latour, det så kallade Grand vin som är flaggskeppet. Vinet görs normalt av cirka 75 % Cabernet sauvignon, 20 % Merlot, och resten Petit verdot och Cabernet Franc.
- Les Forts de Latour, andravinet som producerats sedan 1966.
- Le Pauillac De Chateau Latour, tredjevinet som funnits sedan 1990.